# Whyteleafe
Whyteleafe – miasto w Anglii, w hrabstwie Surrey, w dystrykcie Tandridge. Leży 23 km na południe od centrum Londynu. Miasto liczy 3315 mieszkańców.